# يولقنلوي جديد
يولقنلوي جديد هي قرية في مقاطعة ملكان، إيران. عدد سكان هذه القرية هو 2,254 في سنة 2006.